# Jeffrey Heath
Jeffrey Heath (* 1949) ist ein US-amerikanischer Professor für Historische Linguistik, Morphologie, Arabisch und Linguistische Anthropologie an der University of Michigan. Bekannt geworden ist er vor allem durch seine historisch-linguistischen Arbeiten und seine ausgedehnte Feldforschung über Australische Sprachen (1970er Jahre), Maghrebinisch-Arabische Sprachen (1980er Jahre) und – seit den 1990er Jahren – die Sprachen von Mali, insbesondere die Songhai-Sprachen.

## Leben
Heath studierte in Harvard (B.A. 1971) und an der University of Chicago (M.A. 1973, Ph.D. 1976).
Von 1973 bis 1977 war er Research Fellow am Australian Institute of Aboriginal Studies, von 1977 bis 1985 Assistant Professor und Associate Professor für Linguistik in Harvard. 1987 wechselte er zur University of Michigan, wo er seit 1989 Ordentlicher Professor ist.

## Veröffentlichungen (Auswahl)
- A Grammar of Koyra Chiini, the Songhay of Timbuktu. Mouton de Gruyter, Berlin – New York 1998. ISBN 3-11-016285-7
- Grammar of Koyraboro (Koroboro) Senni, the Songhay of Gao. Rüdiger Köppe Verlag, Köln 1999 ISBN 978-3-89645-106-4
- Tamashek texts from Timbuktu and Kidal (Mali). Rüdiger Köppe Verlag, Köln 2005 ISBN 3-89645-392-0